# クロード (ギーズ公)
クロード・ド・ロレーヌ（Claude de Lorraine）またはクロード・ド・ギーズ（Claude de Guise, 1496年10月20日 - 1550年4月12日）は、ギーズ伯（在位：1508年 - 1528年）のち初代ギーズ公（在位：1528年 - 1550年）、オマール伯（在位：1508年 - 1547年）、ジョアンヴィル領主（在位：1508年 - 1550年）。ロレーヌ公ルネ2世とその妻でゲルデルン公アドルフの娘であるフィリッパの間の次男。兄はロレーヌ公アントワーヌ。

## 生涯
フランソワ1世のフランス宮廷で教育をうける。17歳の時にクロードはブルボン家のヴァンドーム伯フランソワ（アンリ4世の曽祖父）の娘アントワネットとの結婚によって、フランス王室の同盟者となった。
クロードはマリニャーノの戦い（1515年）において目覚ましい活躍をしたが、この戦いで彼が受けた22の傷が癒えるには長い月日を要した。1521年にはバスクのオンダリビアの戦いに参戦し、この地の奪取に貢献したとフランソワ1世の母ルイーズからも賞賛された。1523年、シャンパーニュおよびブルゴーニュを侵略した神聖ローマ皇帝カール5世の軍隊をヌフシャトーにて打ち破り、この地の統治者に任命された。1525年には、ロレーヌで勃発していた再洗礼派の農民戦争を制圧した。
1528年にフランソワ1世がカール5世の捕虜から解放されて戻ると、クロードはギーズ公を授爵され、フランス貴族（Pair de France）の仲間入りを果たした。それまで公爵位のフランス貴族位を有するのは、王家の出自を持つ者だけに限られており、極めて異例であったといえる。ギーズ家は、その後もロレーヌ公の分家かつヴァロワ＝アンジュー家の子孫としてブルボン家出身のコンデ公やコンティ公よりも優位であると主張した。
ギーズ家の人々のこうした野心や要求はフランソワ1世の不興を買ったが、それでもフランソワ1世はギーズ家のフランス王家への奉仕への見返りとして、土地や資金を豊富に与えた。クロードは1542年のルクセンブルク侵攻でも大活躍を見せたが、晩年は活躍を子供達に譲り、静かな余生を過ごしたという。
クロードは1550年に病にかかり、5人の医師の治療を受けていたにもかかわらず、4月12日に亡くなった。

## 子供

ギーズ公の紋章

1513年6月9日にアントワネットと結婚した。2人の間には以下の子女が生まれた。
- マリー（1515年 - 1560年） - ロングヴィル公ルイ2世・ドルレアンと結婚、スコットランド王ジェームズ5世と再婚[1]。
- フランソワ（1519年 - 1563年）[1] - ギーズ公
- ルイーズ（1520年1月10日 - 1542年10月18日、バル＝ル＝デュック生まれ） - アールスコート公シャルル2世・ド・クロイと1541年に結婚[8]。
- ルネ（1522年9月2日 - 1602年4月3日） - ランスの聖ペテロ修道院長となる[6]。
- シャルル（1524年 - 1574年） - ランス大司教、ロレーヌ枢機卿[1]
- クロード（1526年 - 1573年）[1] - オマール公
- ルイ（1527年 - 1578年）[1] - ギーズ枢機卿
- フィリップ（1529年9月3日 - 9月24日、ジョアンヴィル生まれ）
- ピエール（1530年4月3日、ジョアンヴィル生まれ） - 夭折
- アントワネット（1531年8月31日 - 1561年3月6日、ジョアンヴィル生まれ） - ファルムティエ修道院長
- フランソワ（1534年4月18日 - 1563年3月6日、ジョアンヴィル生まれ）[1] - 聖ヨハネ騎士団総長
- ルネ（1536年 - 1566年）[1] - エルブフ侯

また、愛妾との間に1男をもうけた。